# Неідеальний чоловік
«НЕідеальний чоловік» — німецька фантастична комедія 2021 року. Режисер Марія Шрадер; сценаристи — Марія Шрадер і Ян Шомбург. Продюсери Ліза Блюменберг та Бенедікт Брандт. Світова прем'єра відбулася 12 червня 2021 року; прем'єра в Україні — 5 серпня 2021-го.

## Зміст
У буденному житті неординарної Альми з'являється Том — втілення ідеального чоловіка для незвичайної жінки. Альма працює науковим співробітником в берлінському Пергамському музеї. За короткий термін Тому належить довести свою досконалість і розібратися в справжніх почуттях.
Для того щоб отримати фінансування на дослідження, Альма погоджується взяти участь в незвичайному експерименті. Протягом 3 тижнів їй доведеться жити в компанії робота-гуманоїда, який, завдяки штучному інтелекту, повинен стати для неї ідеальним партнером.

## Знімались
| Актор          | Роль   |
| -------------- | ------ |
| Марен Еггерт   | Альма  |
| Ден Стівенс    | Том    |
| Сандра Гюллер  | Емполі |
| Ганс Льов      | Юліан  |
| Вольфганг Хюбш | Батько |
| Анніка Меєр    | Кора   |